# Distrito de Rétság
El distrito de Rétság (húngaro: Rétsági járás) es un distrito húngaro perteneciente al condado de Nógrád.
En 2013 su población era de 23 798 habitantes. Su capital es Rétság.

## Municipios
El distrito tiene una ciudad (en negrita) y 24 pueblos (población a 1 de enero de 2013):
- Alsópetény (595)
- Bánk (650)
- Berkenye (614)
- Borsosberény (980)
- Diósjenő (2768)
- Felsőpetény (590)
- Horpács (172)
- Keszeg (615)
- Kétbodony (460)
- Kisecset (160)
- Legénd (432)
- Nagyoroszi (2143)
- Nézsa (1092)
- Nógrád (1389)
- Nógrádsáp (833)
- Nőtincs (1053)
- Ősagárd (288)
- Pusztaberki (128)
- Rétság (2777) – la capital
- Romhány (2127)
- Szátok (618)
- Szendehely (1515)
- Szente (329)
- Tereske (714)
- Tolmács (756)